# Amine Adli
Amine Adli (Béziers, Francia, 10 de mayo de 2000) es un futbolista marroquí que juega de centrocampista en el Bayer Leverkusen de la 1. Bundesliga de Alemania.

## Trayectoria
Adli comenzó su carrera deportiva en el Toulouse F. C., con el que debutó como profesional, en un partido de la Copa de la Liga de Francia, frente al Olympique Lyonnais, el 18 de diciembre de 2019.
El 26 de agosto de 2021 fue traspasado al Bayer 04 Leverkusen, equipo con el que firmó un contrato de cinco años de duración.

## Selección nacional
Fue internacional sub-18 y sub-21 con la selección de fútbol de Francia. En categoría absoluta optó por jugar con Marruecos y debutó el 12 de septiembre de 2023 en un amistoso ante Burkina Faso.

## Estadísticas

### Clubes
Actualizado al último partido disputado el 17 de mayo de 2025.
| Club                        | Div.          | Temporada     | Liga  | Liga  | Copas nacionales | Copas nacionales | Copas internacionales | Copas internacionales | Total | Total |
| Club                        | Div.          | Temporada     | Part. | Goles | Part.            | Goles            | Part.                 | Goles                 | Part. | Goles |
| --------------------------- | ------------- | ------------- | ----- | ----- | ---------------- | ---------------- | --------------------- | --------------------- | ----- | ----- |
| Toulouse F. C. II Francia   | 5.ª           | 2017-18       | 3     | 0     | —                | —                | —                     | —                     | 3     | 0     |
| Toulouse F. C. II Francia   | 5.ª           | 2018-19       | 18    | 4     | —                | —                | —                     | —                     | 18    | 4     |
| Toulouse F. C. II Francia   | 5.ª           | 2019-20       | 9     | 1     | —                | —                | —                     | —                     | 9     | 1     |
| Toulouse F. C. II Francia   | Total club    | Total club    | 30    | 5     | 0                | 0                | 0                     | 0                     | 30    | 5     |
| Toulouse F. C. Francia      | 1.ª           | 2019-20       | 4     | 0     | 2                | 0                | —                     | —                     | 6     | 0     |
| Toulouse F. C. Francia      | 2.ª           | 2020-21       | 36    | 8     | 0                | 0                | —                     | —                     | 36    | 8     |
| Toulouse F. C. Francia      | 2.ª           | 2021-22       | 1     | 0     | 0                | 0                | —                     | —                     | 0     | 0     |
| Toulouse F. C. Francia      | Total club    | Total club    | 41    | 8     | 2                | 0                | 0                     | 0                     | 43    | 8     |
| Bayer Leverkusen · Alemania | 1.ª           | 2021-22       | 25    | 3     | 1                | 0                | 8                     | 1                     | 34    | 4     |
| Bayer Leverkusen · Alemania | 1.ª           | 2022-23       | 26    | 5     | 0                | 0                | 12                    | 2                     | 38    | 7     |
| Bayer Leverkusen · Alemania | 1.ª           | 2023-24       | 23    | 4     | 6                | 5                | 13                    | 1                     | 42    | 10    |
| Bayer Leverkusen · Alemania | 1.ª           | 2024-25       | 20    | 2     | 3                | 0                | 5                     | 0                     | 28    | 2     |
| Bayer Leverkusen · Alemania | 1.ª           | 2025-26       | 0     | 0     | 0                | 0                | 0                     | 0                     | 0     | 0     |
| Bayer Leverkusen · Alemania | Total club    | Total club    | 94    | 14    | 10               | 5                | 38                    | 4                     | 142   | 23    |
| Total carrera               | Total carrera | Total carrera | 165   | 27    | 12               | 5                | 38                    | 4                     | 215   | 36    |

## Palmarés

### Títulos nacionales
| Título                | Club             | País     | Año     |
| --------------------- | ---------------- | -------- | ------- |
| Bundesliga            | Bayer Leverkusen | Alemania | 2023-24 |
| Copa de Alemania      | Bayer Leverkusen | Alemania | 2023-24 |
| Supercopa de Alemania | Bayer Leverkusen | Alemania | 2024    |